# Dichagyris rhodopetala
Dichagyris rhodopetala är en fjärilsart som beskrevs av Charles Boursin 1963. Dichagyris rhodopetala ingår i släktet Dichagyris och familjen nattflyn. Inga underarter finns listade i Catalogue of Life.